# Methansulfonylazid
Methansulfonylazid (kurz Mesylazid) ist das Azidderivat der Methansulfonsäure. Es wird als Reagenz zur Herstellung von Diazoverbindungen verwendet.

## Herstellung
Methansulfonylazid kann ausgehend von Methansulfonylchlorid durch Umsetzung mit Natriumazid in Ethanol oder Methanol hergestellt werden. Auch die Herstellung in situ ist möglich, beispielsweise in Acetonitril, und ist vorteilhaft um Explosionsgefahren zu vermeiden.

## Eigenschaften
Methansulfonylazid schmilzt bei 18 °C und zersetzt sich ab 120 °C. Wie viele andere Azide ist es explosiv. Bei niedriger Temperatur kristallisiert Methansulfonylazid im triklinen Kristallsystem in der Raumgruppe P1 (Raumgruppen-Nr. 2) mit den Gitterparametern a = 5,6240 Å; b = 5,9498 Å, c = 7,6329 Å, α = 72,216°, β = 70,897° und γ = 88,601° sowie zwei Formeleinheiten pro Elementarzelle.

## Reaktionen
Methansulfonylazid ist ein Reagenz, das sich zum Einführen von Diazogruppen in andere Verbindungen eignet. Früher wurde hierzu vor allem Tosylazid verwendet. Inzwischen werden jedoch oft Verbindungen verwendet, die weniger explosionsgefährlich sind und / oder nach dem Diazo-Transfer ein Sulfonsäureamid bilden, das sich leicht von den Reaktionsprodukten abtrennen lässt. Neben Imidazol-1-sulfonylazid und 4-Acetamidobenzolsulfonylazid wird auch Methansulfonylazid verwendet. Vorteile von Methansulfonylazid sind insbesondere die einfache und billige Herstellung und die einfache Aufreinigung des Reaktionsgemischs. Ausgehend von Bromacetophenon durch Reaktion mit Trimethylphosphit, sowie anschließend mit Natriumhydrid und Methansulfonylazid, kann ein Diazoreagenz hergestellt werden, mit dem Aldehyde in Alkine umgewandelt werden können. Dies funktioniert analog zur Reaktion mit dem Ohira-Bestmann-Reagenz, das jedoch deutlich teurer herzustellen ist.
Die Photolyse von Methansulfonylazid in einer Matrix aus Argon oder Neon ergibt ein kurzlebiges Nitren. Wird Methansulfonylazid in Gegenwart eines Kohlenwasserstoffs bestrahlt, entsteht Methansulfonylamid, sowie durch Reaktion mit dem Kohlenwasserstoff, N-substituierte Derivate.